# Maricela Guerrero
Maricela Guerrero (Ciudad de México, 1977) es una poeta mexicana, primer lugar en 1998  y 2000 del Certamen Después del Discurso y dos veces ganadora de la beca para Jóvenes Creadores del FONCA (2008 y 2010). Desde 2018 pertenece al Sistema Nacional de Creadores de Arte. 

## Biografía
Es maestra en Letras Latinoamericanas por la UNAM y licenciada en Letras Hispánicas por la UNAM. Ha publicado en revistas como Letras Libres, Luvina, Revista El Humo y Tierra Adentro, entre otras. Ha sido traducida al sueco, inglés, alemán entre otras lenguas. 

### Obras[4][5]
- Desde las ramas una guacamaya (Bonobos CONACULTA, 2006)
- Se llaman nebulosas (Fondo Editorial Tierra Adentro, 2010)[6]
- Kilimanjaro (Mano Santa, 2011)
- El tema de la escrofularia (Editorial Piedra Cuervo, 2013)
- .Peceras (Filo de caballos, 2013)
- De lo perdido, lo hallado (CONACULTA, 2015)
- El sueño de toda célula (Ediciones Antílope, 2018)
- Distancias. de los caprichos de tu corazón (UNAM, 2021)
- A río revuelto (Aguaviva ediciones, 2022)
- A río revuelto (UANL, 2022)

### Antologías
- Efectos secundarios: Madrid: Anaya, 2004
- Un orbe más ancho: 40 poetas jóvenes (1971-1983): Carmina Estrada, UNAM, 2005
- Divino tesoro: México: Casa Vecina, 2008
- Cuatro poetas recientes de México: Buenos Aires: Black & Vermelho, 2011)
- México 20: La nouvelle poésie mexicaine: Jorge Esquinca, Tedi López Mills, Myriam Moscona, Castor Astral/Secretaría de Cultura, 2016
- Sombra roja: diecisiete poetas mexicanas 1964-1985: Rodrigo Castillo, Vaso Roto, 2017